# Сава Петров
Сава Петров е български философ, виден представител на българската философска и методологическа мисъл.

## Биография
Сава Димитров Петров е роден на 26 ноември 1934 г. в гр. Средец в скромно семейство. Бащата е агроном, работил в Средец, Силистра, Добрич и София – в Министерството на земеделието. Майката е домакиня.
Сава Петров завършва гимназия в Добрич и следва философия в Софийския университет. През 1962 г. защитава успешно дисертация върху тълкуването на понятията субективно и обективно с научен ръководител проф. А. Киселинчев. От 1962 г. работи като научен сътрудник в Института по философия в секцията по философски въпроси на естествознанието под ръководството на проф. А. Поликаров. През 1966 г. специализира шест месеца в Берлин при проф. Георг Клаус, а през 1971 – 1973 г. е командирован като старши научен сътрудник в Института по философия към Академията на науките на СССР.
В периода 1962 – 1988 г. Сава Петров работи последователно като научен сътрудник, старши научен сътрудник втора степен, а после и първа степен в Института по философия. След създаването на новия Институт за философски науки през 1988 г. той е утвърден като ръководител на секцията „Логика, диалектика и теория на познанието“. През 1982 г. защитава дисертация на тема „методология на субстратния подход“ и му е присъдена научната степен „доктор на философските науки“.
През целия си живот остава безпартиен въпреки Института, в който работи, и времето, в което живее. Така той пази независими своите научни виждания и идеи.

### Личен живот
В личния му живот има един брак и една дъщеря, родена през 1977 г.

## Научно творчество
Като учен Сава Петров е самотник – много малко колеги го разбират. Затова той поддържа изключително активни научни контакти с известни учени от СССР, Бразилия, САЩ, Австралия и др. Участва в работата на три световни философски конгреса – Варна, 1973; Дюселдорф, 1978; Монреал, 1983. През 1987 г. в Москва посещава Осмия международен конгрес по логика, методология и философия на науката. Докладва на Десетия международен Витгенщайнов симпозиум – Кирхберг, 1985; на международния симпозиум по диалектическа логика – Прага, 1984; на Втория канадско-български симпозиум – Варна, 1987 и много други.
Автор е на редица задълбочени научни изследвания. Пише три сериозни монографични труда по философия, логика и методология на науката – Понятия за обективно и субективно, 1965; Логическите парадокси във философска интерпретация, 1971; Методология на субстратния подход, 1980. Пише и една монография по методология на физиката – „Квантова механика, интерпретации и алтернативи“, 1989 (в съавторство с брат си Асен Петров). Автор е на над 20 научни студии и над 35 солидни теоретични статии и на много други научни публикации. След смъртта му е издадена последната му книга „Доминанти във философията и науката“, 1993, с неиздавани в България научни студии, като подборът на материалите е направен от Росен Стъпов.
Сава Петров е сред най-изтъкнатите представители на българската философия и методология. С неговата аналитична способност той е образец за творческо мислене, а целият му живот е еталон за всеотдайно служене на науката философия.